# Палмерстон Норт
Палмерстон Норт је град на Новом Зеланду. Смештен је у региону Манавуту-Вангануј на Северном острву.
Палмерстон Норт се налази у унутрашњости и седми је град по величини и осма урбана зона. 
У граду се налази највећи универзитет на Новом Зеланду, Мејси, који има преко 40.000 студената. 

## Становништво
| 2001.  | 2006.  | 2013.  |
| ------ | ------ | ------ |
| 73.965 | 77.724 | 80.082 |